# Iñigo Larrainzar
Iñigo Larrainzar Santamaría (Pamplona, 5 giugno 1971) è un ex calciatore spagnolo, di ruolo difensore.

## Carriera

### Club
Cresciuto nelle giovanili dell'Osasuna, squadra della sua città, debutta nella squadra riserve nella stagione 1989-90. Nel corso dello stesso campionato passa alla prima squadra, con cui debutta nella Primera División.
Dopo quattro anni passa all'Athletic Bilbao, diventandone presto un perno irremovibile, come testimoniano le 289 partite (251 in campionato) impreziosite da 10 gol, con i rojiblancos.
Dopo 10 stagioni con i baschi, viene acquistato dal Cordoba, con cui termina la carriera nel 2005 in Segunda División.

### Nazionale
Dopo aver fatto la trafila nelle selezioni giovanili spagnole, debutta con le Furie rosse il 19 gennaio 1994, in Spagna-Portogallo 2-2, in quella che sarà la sua unica presenza con la nazionale maggiore.
Conta anche 4 presenze con la Selezione di calcio dei Paesi Baschi.